# Rudolf Kircher
Rudolf Kircher (* 5. Juni 1885 in Karlsruhe; † 27. September 1954 in Stuttgart) war ein deutscher Journalist und Schriftsteller. Kircher war mehr als dreißig Jahre lang für die Frankfurter Zeitung tätig, u. a. als Korrespondent in London und als Chefkorrespondent in Berlin. Kircher war – bei äußerer Anpassung – bekannt für seinen kalten Sarkasmus, der zwischen den Zeilen Kritik an den Zuständen im so genannten Dritten Reich äußerte, die er mit virtuoser Formulierkunst (Norbert Frei: atemberaubendes Florettgefecht) tarnte.

## Leben und Tätigkeit

### Frühe Jahre
Kircher war der Sohn eines großherzoglich-badenschen Generalstaatsanwalts. Nach dem Schulbesuch studierte Kircher Rechtswissenschaften. Er schloss seine Studien 1909 mit der Promotion in Heidelberg ab. Anschließend arbeitete er drei Jahre im großherzoglich-badenschen Staatsdienst.
1912 trat Kircher in den Dienst der Frankfurter Zeitung. Von 1920 bis 1930 fungierte er als Korrespondent dieser Zeitung in England. Zusätzlich zu seiner Korrespondententätigkeit schrieb er mehrere Monographien über England.
Kircher heiratete die Tochter Anton Urspruchs, Theodora; aus der Ehe ging Veronica Kircher als Tochter hervor, die in London geboren wurde.
1930 wurde Kircher zum Chefkorrespondenten der Frankfurter Zeitung in Berlin ernannt. Diese Position, in der er den linksliberalen Bernhard Guttmann ablöste, bekleidete er bis 1938. Aufgrund seiner eher konservativen Einstellungen hatte er in den ersten Jahren seiner Tätigkeit als Berliner Chefredakteur einige Reibungen mit den übrigen Mitgliedern der dortigen Redaktion. Für die Zeitung selbst erwies diese Personalentscheidung sich jedoch als vorteilhaft, da Kircher in Wirtschaftskreisen, von denen die Zeitung in den Jahren der Wirtschaftskrise aufgrund der von diesen geschalteten Werbeanzeigen stark abhängig war, hoch angesehen war. Zudem wollte die Hauptschriftleitung der Frankfurter Zeitung mit der Wahl Kirchers dem allgemeinen politischen Rechtsruck im Land in den frühen 1930er Jahren Rechnung tragen.

### Zeit des Nationalsozialismus
Nach dem Machtantritt der Nationalsozialisten und der damit einhergehenden Gleichschaltung der Frankfurter Zeitung im Jahr 1933 passte Kircher sich äußerlich an und schrieb Artikel die oberflächlich betrachtet auf der Linie des Regimes lagen.
Im Sinne der literarischen Camouflage, d. h. des codierten Schreibens auf zwei Ebenen, enthielten seine Texte allerdings häufig Widerhaken, in denen er in getarnter Weise Kritik an dem herrschenden System an seine Leser – wenn diese die Artikel „richtig“ zu lesen verstanden – vermittelte. So kennzeichnete der den Reichsparteitag in Nürnberg als „Volksfest“ oder brachte implizite Seitenhiebe gegen das antisemitische Hetzblatt Der Stürmer vor, indem er vielsagend kommentierte, diese Zeitung würde sich einer Sprache bedienen, „die wir nicht wiedergeben möchten“. Die im Zuge des sogenannten Röhm-Putsches durchgeführte politische Säuberungsaktion des NS-Regimes vom Sommer 1934, in deren Verlauf etwa neunzig Personen – darunter ein großer Teil der Führung der nationalsozialistischen Parteiarmee, der SA – auf Geheiß der Machthaber umgebracht wurden, kennzeichnete er in einem Artikel mit der harmlosen Überschrift „Aktion Hitlers“ als ein Vorgang, der einer Befreiung des Volkes „von der Herrschaft Minderwertiger“ gleichkomme, was „einen hohen Einsatz wert sei“. Während die Formulierung – die auf den Titel eines Buches von Edgar Jung, der ebenfalls zu den Ermordeten gehört hatte, anspielte – prima facie die erschossenen SA-Führer, von denen die NS-Führung behauptete, sie hätte einen Putschversuch gegen die „legitime Regierung“ vorbereitet (die ihr durch einen „Abwehrschlag“, d. h. die Säuberungsaktion, zuvorgekommen sei) um die Staatsmacht in ihre Hände zu bringen, als „Minderwertige“ charakterisiert, deren Versuch, die Herrschaft im Land zu übernehmen, von der Regierung in heroischer Weise verhindert worden sei, ließ sich die Formulierung auch als ein Appell an das Volk – oder einen mutigen Teil desselben – verstehen, in der Zukunft auf eine bestimmte Weise zu handeln: D.h. als die Konstatierung, dass eine „Herrschaft Minderwertiger“ nach wie vor bestehe (d. h., dass das NS-Regime eine solche sei), und dass die noch zu vollziehende Befreiung des Volkes von dieser eine erstrebenswerte Sache (ein „Preis“) sei, der es Wert wäre, ein großes Risiko auf sich zu nehmen („einen hohen Einsatz“ zu investieren).
Frei sieht Kircher durch dessen Bekanntschaft mit dem ebenfalls ermordeten früheren Reichskanzler Kurt von Schleicher zunehmend vorsichtig werden und sich in Sarkasmus flüchten.
Entsprechend den neuen Vorschriften des Schriftleitergesetzes wurde Kircher ab dem 1. Januar 1934 so genannter Hauptschriftleiter der kollegial verfassten Redaktion; bis zum Mai 1938, als sich zunehmend Konflikte mit der Leitung der Zeitung in Frankfurt einstellten. Als ein weiterer Beweggrund, als Korrespondent nach Rom zu gehen, wird eine homosexuelle Affäre 1937 in Nürnberg während des Reichsparteitages genannt, durch die er erpressbar wurde.
Seine zum Teil auch auf Goebbels’ Propagandalinie liegenden Kommentare gaben ihm einen Freiraum, den er z. B. im Mai 1943 zusammen mit Verlagsleiter Wendelin Hecht beim Frankfurter Gauleiter versuchte auszuschöpfen: die entlassenen, mit Jüdinnen verheirateten Redakteure sollten zukünftig wenigstens in Ruhe gelassen werden. Als der Gauleiter ausweichend antwortete, sei Kircher aufgefahren: Denken Sie, ich mache Euch Euren Scheiß weiter, wenn Sie nicht einmal das fertigbekommen?.
Margret Boveri verteidigte Kircher nach 1945 gegen die Überheblichkeit der Kollegen, die nur durch die Bereitschaft anderer zu ‚schmutzigen Händen‘ – etwa eines Mannes wie Rudolf Kircher – sich in ihrer Unbelastetheit sonnen konnten. Franz Taucher berichtete, dass nach der Entlassung jüdischer Redakteure Kircher die Aufforderung, mit einem Funktionär im Radio die so genannte Judenfrage zu diskutieren, beantwortet habe, wenn er kommen müsse, werde er kommen, aber mit einem Revolver in der Hand, um sich damit vor dem Mikrophon zu erschießen.
Nach dem Verbot der Frankfurter Zeitung arbeitete Kircher für eine in Planung gebliebene Zeitschrift für Schweden namens Tele. Kircher schrieb 1944 selbst, dass er keine reine Weste mehr habe.

### Nachkriegszeit
Nach der Gründung der Zeitung Der Standpunkt in Meran arbeitete Kircher von 1949 bis 1954 für die in Stuttgart erscheinende Deutsche Zeitung, nicht jedoch für die neu gegründete Frankfurter Allgemeine Zeitung.

## Zitate
Kurt Tucholsky schreibt in seiner Rezension zu den Kircher-Büchern ›Fair Play‹ und ›Engländer‹:
Obenauf liegen zwei bunt gekleidete Bücher. Von Rudolf Kircher: ›Fair Play‹ und ›Engländer‹ (beide bei der Frankfurter Societätsdruckerei in Frankfurt am Main erschienen). Es ist sehr merkwürdig: England ist für die deutsche Presse noch nicht entdeckt. Ob die sinnlose Überschätzung von Paris darin ihren Beweggrund hat, dass die maßgebende Generation der maßgebenden Redakteure auf der Schule Englisch nur als Fakultativfach gehabt hat oder woran immer es sonst liegen mag: England gibt es kaum. In Paris braucht sich nur die Spinelly ihren Oberschenkelschmuck, stehlen zu lassen, und Prenzlau, Königsberg und Darmstadt sind auf das ungenauste informiert. Es blitzt nur so von pariser Informationen. London? C'est là-bas … wie sie hier in Paris sagen. Davon spricht man in feinen Zeitungen nur im politischen Teil. Es soll sich aber auch dort eine Art Leben abspielen, hörte ich … Hier bei Kircher, dem ausgezeichneten Korrespondenten der ›Frankfurter Zeitung‹, kann mans kennenlernen….

## Werke
- Revolutionäre Aussenpolitik, Frankfurt a. M., Frankfurter Societäts-Druckerei, Frankfurt a. M. 1919.
- Engländer, Frankfurter Societäts-Druckerei, Frankfurt a. M. 1926.
- Fair Play. Sport, Spiel und Geist in England, Frankfurter Societätsdruckerei Abt. Buchverlag, Frankfurt a. M. 1927.
- Wie's die Engländer machen, Frankfurter Societäts-Druckerei, Abt. Buchverl., Frankfurt a. M. 1929.
- Deutscher Umbau, Frankfurter Societäts-Druckerei, Frankfurt a. M. 1931.
- Im Land der Widersprüche, Societäts-Verlag, Frankfurt a. M. 1933.
- Fahrten ins Reich, Societäts-Verlag, Frankfurt a. M. 1934.
- Politik in drei Hauptstädten, Societäts-Verlag, Frankfurt a. M. 1935.
- Romanità, Societäts-Verlag, Frankfurt a. M. 1942.